# Ratpenat frugívor de Jagor
El ratpenat frugívor de Jagor (Ptenochirus jagori) és una espècie de ratpenat de la família dels pteropòdids. És endèmic de les Filipines. El seu hàbitat natural són els boscos de plana i, en grau més baix, de pujols. Aquesta espècie és afectada per la desforestació, tot i que no està en perill d'extinció.